# مارينو ماريني
مارينو ماريني (بالإيطالية: Marino Marini)‏ هو موزع وكاتب أغاني ومغني وملحن وعازف بيانو إيطالي، ولد في 11 مايو 1924 في سجيانو في إيطاليا، وتوفي في 20 مارس 1997 في ميلانو في إيطاليا.

## وصلات خارجية
- مارينو ماريني على موقع IMDb (الإنجليزية)
- مارينو ماريني على موقع ميوزك برينز (الإنجليزية)
- مارينو ماريني على موقع إن إن دي بي (الإنجليزية)
- مارينو ماريني على موقع ديسكوغز (الإنجليزية)